# Musikjahr 1712
Liste der Musikjahre

◄◄ | ◄ | 1708 | 1709 | 1710 | 1711 | Musikjahr 1712 | 1713 | 1714 | 1715 | 1716 | ► | ►►

Weitere Ereignisse
Dieser Artikel behandelt das Musikjahr 1712.

## Ereignisse

### Johann Sebastian Bach
- Johann Sebastian Bach ist in Weimar als Hoforganist und Kammermusiker am Hof von Herzog Wilhelm Ernst tätig.
- Während seiner Amtszeit in Weimar in den Jahren 1712 bis 1717 komponiert Johann Sebastian Bach eine Sammlung choralgebundener Orgelstücke (Choralvorspiele), bekannt als das Orgelbüchlein (BWV 599–644).
- Bach begutachtet die Orgel des Orgelbauers Heinrich Nicolaus Trebs in der Schloßkirche Weimar.

### Arcangelo Corelli
- Arcangelo Corelli, der sich nach 1709 aus gesundheitlichen Gründen zunehmend aus der Öffentlichkeit zurückgezogen und der Komposition, Überarbeitung und Veröffentlichung seiner 12 Concerti grossi op. 6 gewidmet hat, gibt dem Amsterdamer Drucker Estienne Roger das exklusive Druckprivileg für dieses Werk.
- 00. Dezember: Die Widmung des Werkes, die an Kurfürst Johann Wilhelm gerichtet ist, wird von Pietro Ottoboni in Corellis Namen verfasst, was den schlechten gesundheitlichen Zustand des Komponisten zu diesem Zeitpunkt deutlich macht.
- Ende Dezember: Corelli zieht von der Cancelleria in den Palazzo seines Bruders Giacinto, wo auch seine reichhaltigen Besitztümer, darunter wertvolle Gemälde und Musikinstrumente, aufbewahrt sind.

### Georg Friedrich Händel
- Anfang Juni: Nach dem Ende der Opernsaison in London kehrt Georg Friedrich Händel nach Hannover zurück, nicht ohne zwischendurch eine Einladung an den Düsseldorfer Hof des Pfalzgrafen Johann Wilhelm angenommen zu haben. Dieser stattet ihn mit einem Entschuldigungsschreiben für Hannover aus, in dem er bedauert, dass er Händel aufgehalten habe.
- In Hannover angekommen, schreibt Händel für die Kurprinzessin und spätere britische Königin Caroline von Brandenburg-Ansbach unter anderem eine Reihe von Vokalduetten und „eine Menge von Sachen für Stimmen und Instrumente“ (Mainwaring).

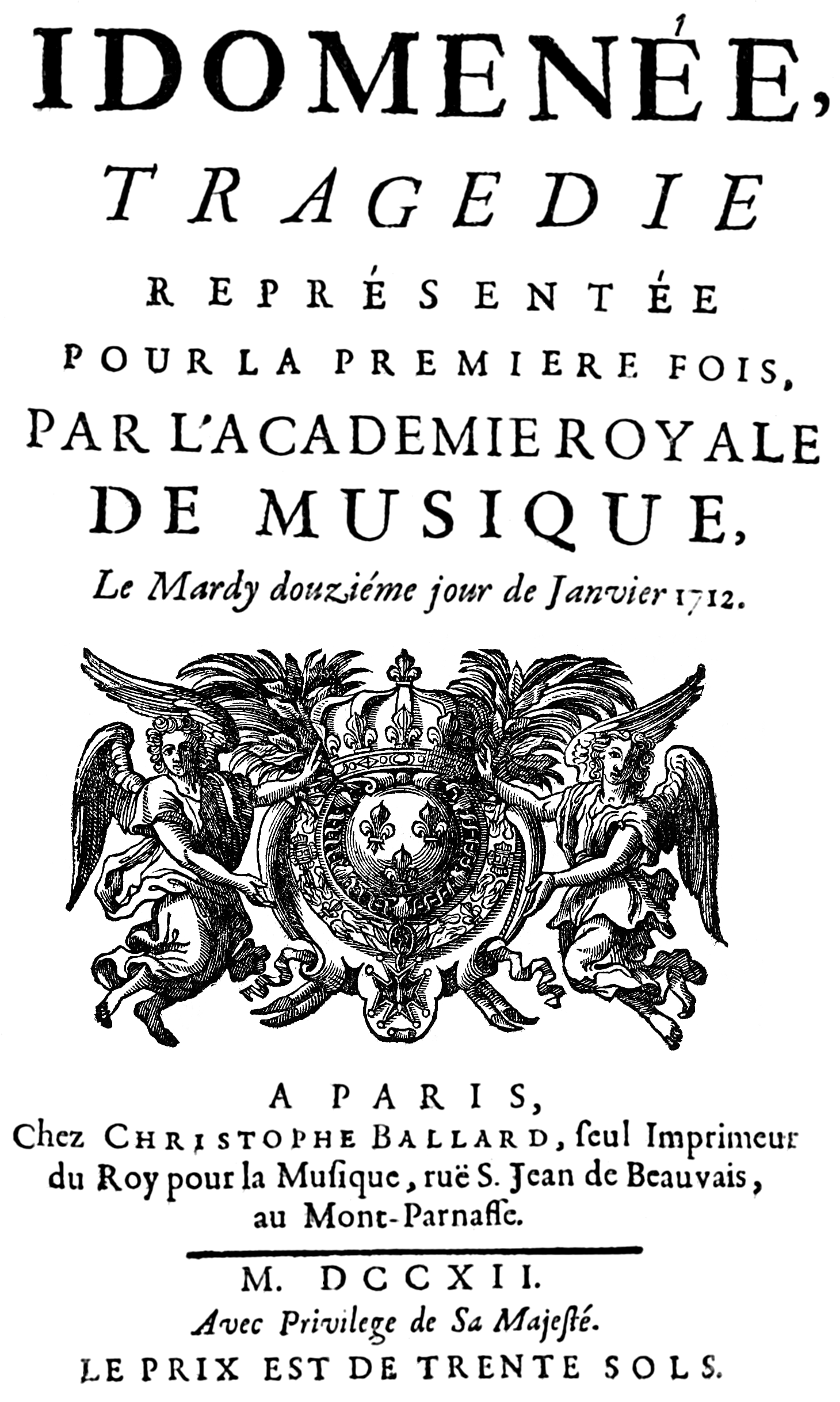
André Campra – Idoménée – Titelseite des Librettos – Paris 1712

- Nach nur wenigen Monaten ersucht Händel den Kurfürsten Georg Ludwig von Hannover, nach London zurückkehren zu dürfen, was ihm erlaubt wird „mit dem Bedinge, sich nach Verlauf einer geziemenden Zeit wieder einzustellen“ (Mainwaring).
- 00. Oktober: Händel begibt sich wieder nach London, wo er – von Reisen abgesehen – den Rest seines Lebens verbringt. Er wohnt zunächst ein Jahr bei einem reichen Musikliebhaber namens Andrews in Barn Elms, Surrey (dem heutigen Barnes).

### Alessandro Scarlatti
- Alessandro Scarlatti, der in Neapel als Kapellmeister der Cappella Reale tätig ist, beschäftigt sich mit der von ihm bis dahin vernachlässigten Instrumentalmusik. 1715 wird er die 12 Sinfonie di concerto grosso herausgeben können.

### Domenico Scarlatti
- Domenico Scarlatti ist in Rom seit 1709 bei der im Exil lebenden und im Palazzo Zuccari wohnenden polnischen Königin Maria Casimira Sobieska angestellt, für deren Privatbühne er im Laufe der Jahre sechs Opern, sowie mindestens eine Kantate und ein Oratorium komponiert.
- Von 1711 bis 1714 arbeitet Scarlatti mit dem Librettisten Carlo Sigismondo Capece und dem Bühnenbildner Filippo Juvarra zusammen. Zu den gemeinsam geschaffenen Werken gehören Tolomeo, Tetide in Sciro und Amor d’un Ombra.

### Georg Philipp Telemann

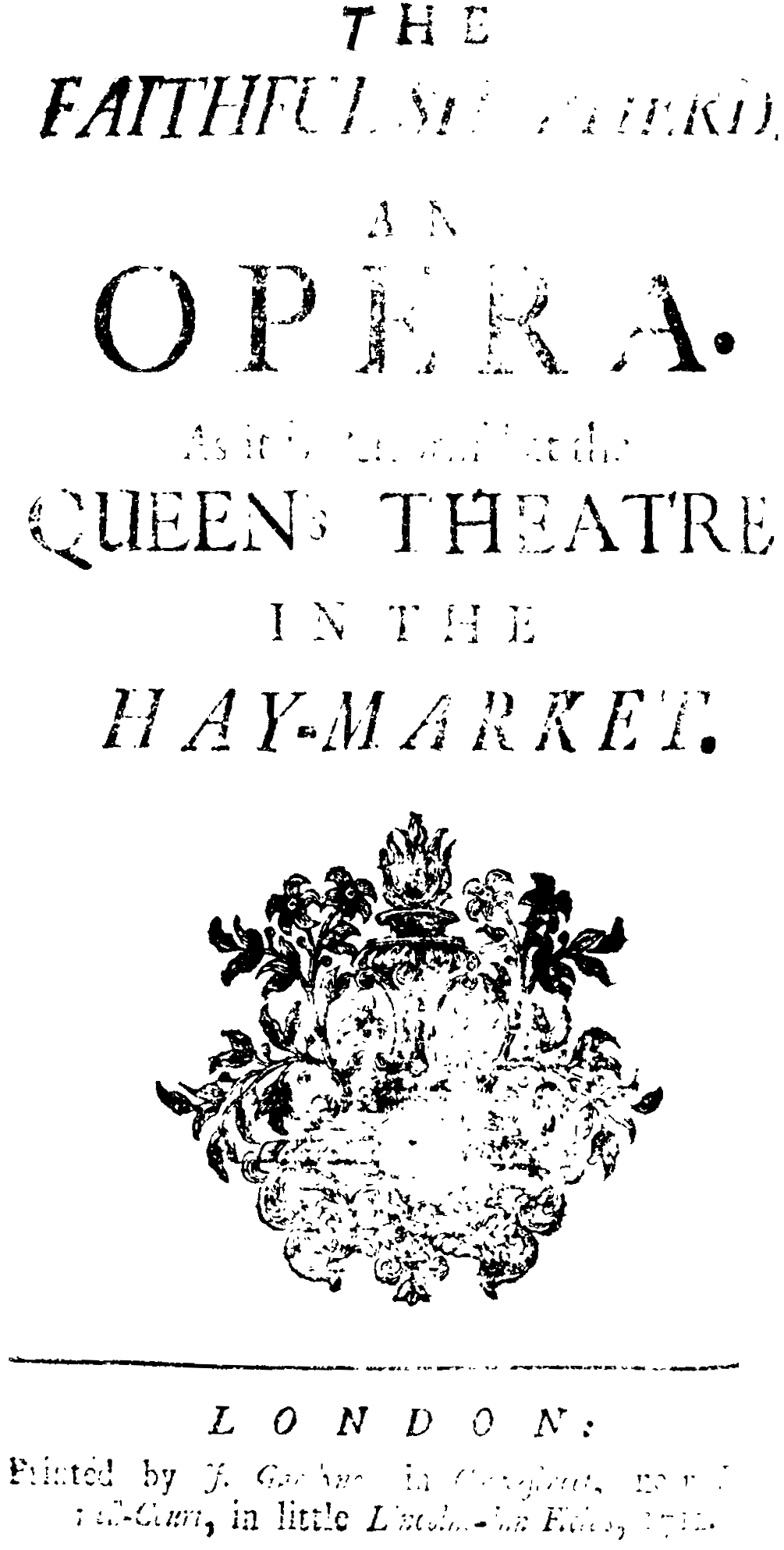
Georg Friedrich Händel – Il pastor fido – Titelseite des Librettos – London 1712

- Nach kurzzeitigen Anstellungen an den Höfen von Sorau und Eisenach in den Vorjahren wird Georg Philipp Telemann in Frankfurt am Main zum städtischen Musikdirektor und zum Kapellmeister der Barfüßer-, wenig später auch der Katharinenkirche ernannt. Daneben beginnt er mit der Veröffentlichung von Werken im Selbstverlag.

### Antonio Vivaldi
- Antonio Vivaldi, der seit 1703 als maestro di violino, seit 1704 zusätzlich als maestro di viola all’inglese im Orchester des Ospedale della Pietà (eines von vier Heimen in Venedig für Waisenmädchen) beschäftigt ist, wird zum musikalischen Leiter des Orchesters berufen (maestro de’ concerti). Das Orchester erlangt bald einen für die damalige Zeit legendären Ruf und lockt zahlreiche Italienreisende an.
- Vivaldi veröffentlicht seine 12 Violinkonzerte La stravaganza op. 4.

### Weitere biografische Ereignisse
- Johann Joseph Fux wird nach dem Tod Kaiser Joseph I. (1711) zum Vizehofkapellmeister der Wiener Hofmusikkapelle ernannt.
- 03. Januar: Reinhard Keiser heiratet die bekannte Sängerin Barbara Oldenburg, Tochter des Ratsmusikers Hieronymus Oldenburg.
- Barthold Heinrich Brockes veröffentlicht das Libretto für das Passions-Oratorium Der für die Sünde der Welt gemarterte und sterbende JESUS, das noch im gleichen Jahr durch Reinhard Keiser erstmals vertont wird. Die Uraufführung erfolgt in der Passionszeit im großen Wohnhaus des Librettisten in Hamburg.
- Johann Friedrich Fasch komponiert – wie bereits im Vorjahr – Opern für das Naumburger Opernhaus und spielt im Orchester des Opernhauses am Brühl.
- Johann Ernst Galliard ist als Organist am Somerset House in London und darüber hinaus zeitweise als Komponist für das Londoner Theater tätig. Seine 1712 komponierte Oper Calypso and Telemachus bleibt weitgehend erfolglos.
- Johann Georg Pisendel ist seit Januar erster Violinist der Dresdner Hofkapelle.

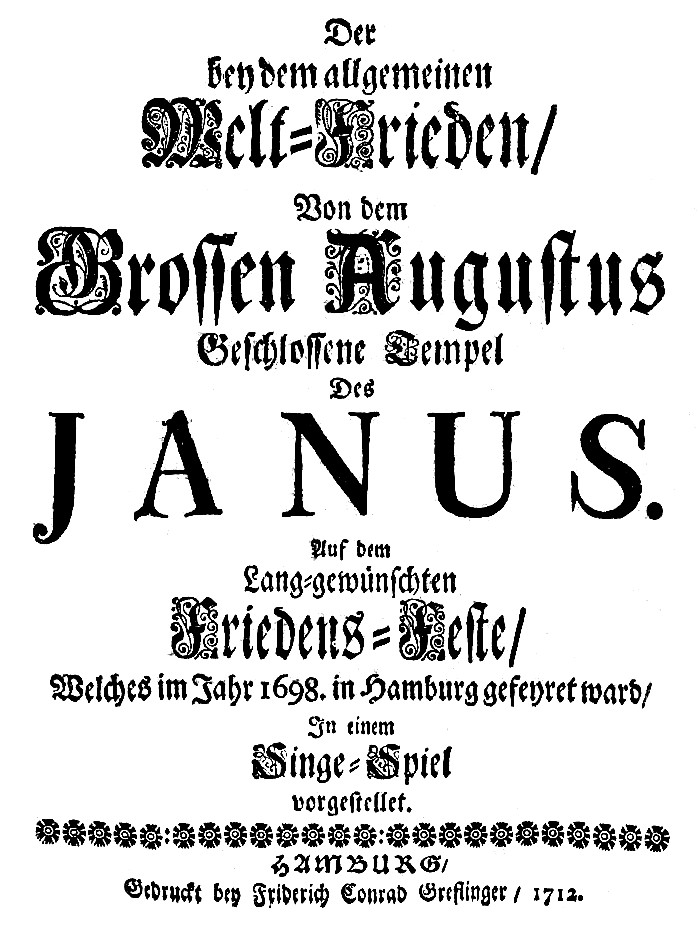
Reinhard Keiser – Der Tempel des Janus – Titelseite des Librettos

- Arp Schnitger, dessen erste Frau im Jahre 1707 gestorben ist, heiratet (1712 oder 1713) die Organistenwitwe Anna Elisabeth Koch, geb. Dieckmann aus Abbehausen.
- Der junge Giuseppe Tartini hört zum ersten Mal das Geigenspiel von Francesco Maria Veracini und ist so sehr beeindruckt, dass er sich für eine gewisse Zeit aus dem aktiven Musikleben zurückzieht, um sich der Verbesserung seines eigenen Geigenspiels, insbesondere der sauberen Bogenführung zu widmen, bevor er wieder öffentlich auftritt.

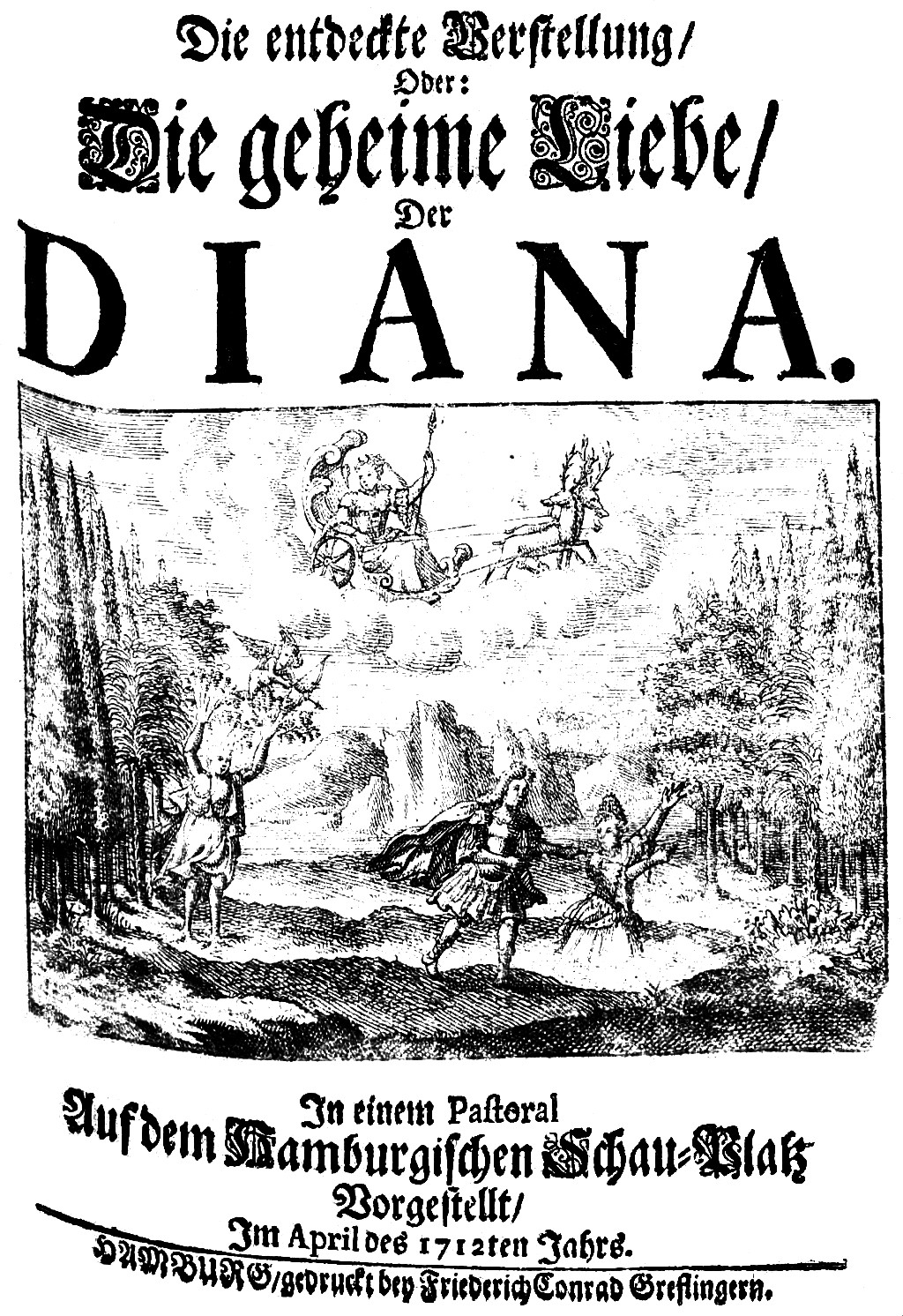
Reinhard Keiser – Die geheime Liebe der Diana – Titelseite des Librettos

### Uraufführungen

#### Bühnenwerke

##### Oper
- 09. Januar: Uraufführung der Opera seria in drei Akten Merope von Francesco Gasparini auf das Libretto von Apostolo Zeno im Teatro San Cassiano in Venedig.
- 10. Januar: Die Oper Tetide in Sciro von Domenico Scarlatti auf das Libretto von Carlo Sigismondo Capece wird in Rom erstmals aufgeführt.
- 12. Januar: Die Tragédie en musique in einem Prolog und fünf Akten Idoménée von André Campra auf das Libretto von Antoine Danchet wird im Théâtre du Palais-Royal in Paris uraufgeführt.
- 28. Januar: Das musikalische Schauspiel in drei Akten mit Epilog Die Oesterreichische Großmuth oder Carolus V. von Reinhard Keiser auf das Libretto von Johann Ulrich König wird zum Krönungsfest Kaiser Karls VI. uraufgeführt.
- 00. April: Reinhard Keisers Schäferspiel in drei Akten Die entdeckte Verstellung oder Die geheime Liebe der Diana auf das Libretto von Johann Ulrich König wird erstmals an der Oper am Gänsemarkt aufgeführt. Eine Neufassung der Barockoper wird am 19. Juli 1724 unter dem Namen Der sich rächende Cupido aufgeführt.
- 00. Juni: Das Singspiel in fünf Akten mit Prolog und Epilog Die wiederhergestellte Ruh oder Die gecrönte Tapferkeit des Heraclius von Reinhard Keiser auf das Libretto von Johann Ulrich König nach L’Heraclio von Nicolò Beregan wird anlässlich des ungarischen Krönungsfests uraufgeführt.
- 22. November: Am Queen’s Theatre in London findet die Uraufführung der Oper Il pastor fido (Der treue Hirte) von Georg Friedrich Händel auf das Libretto von G. Rossi nach G. B. Guarini statt. Das Stück fällt in seiner Erstfassung durch und wird bereits nach sieben Vorstellungen abgesetzt.
- 27. Dezember: Die Tragédie lyrique Callirhoé von André Cardinal Destouches erlebt ihre Uraufführung in Paris; das Libretto schrieb Pierre-Charles Roy.
- Die Oper Le gare generose von Tomaso Albinoni auf das Libretto von Antonio Zaniboni wird in Venedig uraufgeführt. Die Musik ist bis auf fünf Arien verschollen.
- Johann Ernst Galliard – Calypso and Telemachus
- Das Dramma per musica in drei Akten L'infedeltà punita von Antonio Lotti auf das Libretto von Francesco Silvani hat in Venedig Uraufführung.

##### Oratorium
- Tomaso Albinonis Oratorium Maria annunziata auf das Libretto von Francesco Silvani wird in Florenz uraufgeführt.
- Reinhard Keiser – Der für die Sünde der Welt gemarterte und sterbende JESUS (auf das Libretto von Barthold Heinrich Brockes)
- Antonio Lotti
  - Il voto crudelo (Libretto von Pietro Pariati, Wien)
  - Triumphus fidei (Venedig)
- Francesco Maria Veracini – Il trionfo della innocenza patrocinata da S. Niccolò

### Instrumentalmusik
- Benedetto Marcello
  - 12 Sonaten für Flöte und Basso continuo op. 2 (Venedig)
  - 12 Sonaten für Cembalo op. 3 (Venedig, ca. 1712–1717)
- Antonio Vivaldi – 12 Violinkonzerte La stravaganza op. 4

#### Tastenmusik
- Johann Sebastian Bach – Fuge h-Moll (BWV 951a, um 1712)

### Libretti
- Barthold Heinrich Brockes – Der für die Sünde der Welt gemarterte und sterbende Jesus

### Instrumentenbau
- In der Werkstatt von Antonio Stradivari wird die Violine Boissier und das Violoncello Dawidow gefertigt.
- Arp Schnitger
  - fertigt um 1712 die Orgel in der Franziskanerkirche in Lissabon (heute in Mariana). Die Orgel wird vermutlich durch Schnitgers Mitarbeiter Heinrich Hulenkampf errichtet
  - beginnt mit dem Bau der Orgel in St. Michaelis in Hamburg

## Geboren

### Geburtsdatum gesichert
- 05. Januar: Ludwig van Beethoven, deutscher Sänger, Großvater des gleichnamigen Komponisten († 1773)
- 24. Januar: Friedrich II., König von Preußen, enthusiastischer Amateurmusiker und Komponist († 1786)
- 17. Januar: Charles John Stanley, britischer Komponist und Organist († 1786)
- 26. Januar: Giacomo Puccini, italienischer Komponist und Organist († 1781)
- 07. Februar (getauft): Cecilia Young, englische Sängerin († 1789)
- 14. Juni: Sayat Nova, armenischer Geistlicher Sänger, Dichter und Komponist († 1795)
- 26. Juni: Johann Andreas Silbermann, elsässischer Orgelbauer († 1783)
- 28. Juni: Paul Charles Durant, deutscher Komponist und Lautenist († 1764 oder 1765)
- 28. Juni: Jean-Jacques Rousseau, Genfer Schriftsteller, Philosoph, Pädagoge, Naturforscher und Komponist († 1778)
- 21. Juli (getauft): John Hebden, englischer Fagottist, Gambist, Cellist und Komponist († 1765)

### Genaues Geburtsdatum unbekannt
- Gioacchino Cocchi, italienischer Komponist († 1796)
- Manuel Gònima, katalanischer Kapellmeister und Komponist († 1792)
- Johannes Hahn, deutscher Orgelbauer († 1783)
- Michael Herberger, deutscher Orgelbauer († 1784)
- Johann Sartorius der Jüngere, lutherischer Pfarrer, Kirchenmusiker und Komponist († 1787)
- John Christopher Smith, deutschstämmiger englischer Komponist († 1795)

## Gestorben

### Todesdatum gesichert

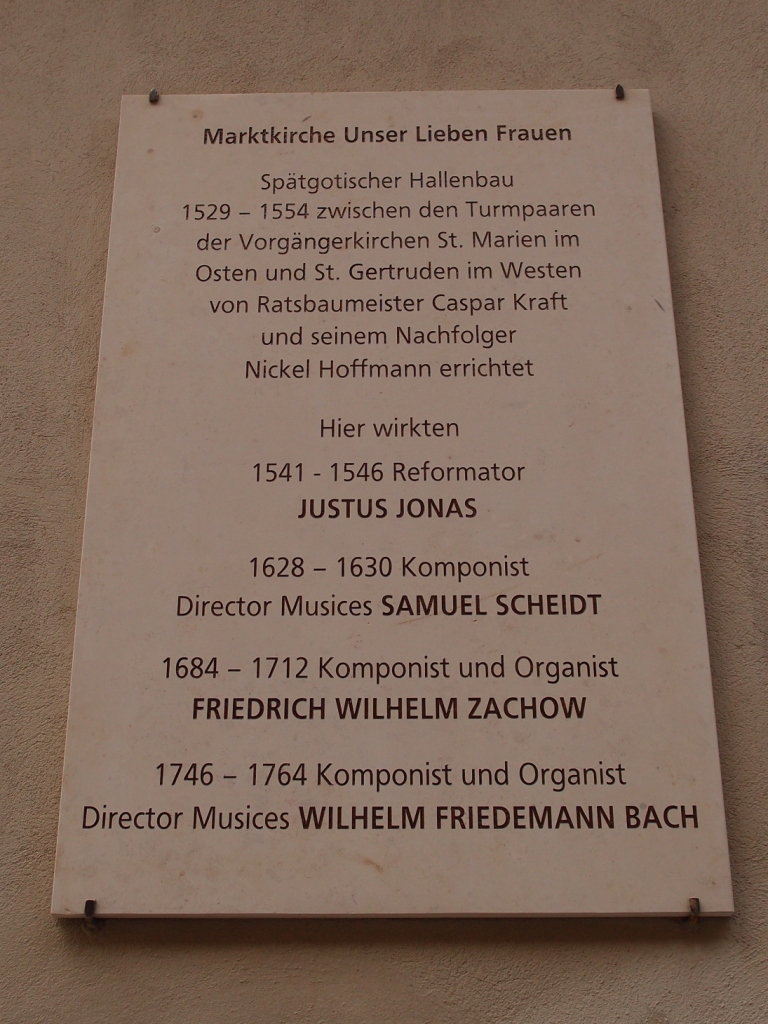
Gedenktafel für Friedrich Wilhelm Zachow

- 03. Januar: Johann Ulich, deutscher lutherischer Kantor und Kirchenliedkomponist (* 1634)
- 07. Februar: Matthias Alban, Tiroler Geigen- und Lautenbauer (* 1634)
- 07. Februar: Rupert Ignaz Mayr, bayerischer Violinist, Komponist und Hofkapellmeister (* 1646)
- 31. März: Johannes Tribbechow, deutscher evangelisch-lutherischer Theologe und Kirchenlieddichter (* 1677)
- 23. April: Lambert Chaumont, belgischer Komponist, Organist und Geistlicher (* 1645)
- 29. April: Juan Bautista José Cabanilles, spanischer Organist und Barockkomponist (* 1644)
- 04. August: Johann Jacob de Neufville, deutscher Komponist und Organist (* 1684)
- 07. August: Friedrich Wilhelm Zachow, sächsischer Komponist (* 1663)
- 11. August: Magdalena Sibylla von Hessen-Darmstadt, Regentin des Herzogtums Württemberg und Kirchenlieddichterin (* 1652)
- 26. August: Sebastian Anton Scherer, deutscher Organist am Ulmer Münster und deutscher Komponist (* 1631)
- 30. Oktober: Daniel Erich, deutscher Organist und Komponist (* 1649)

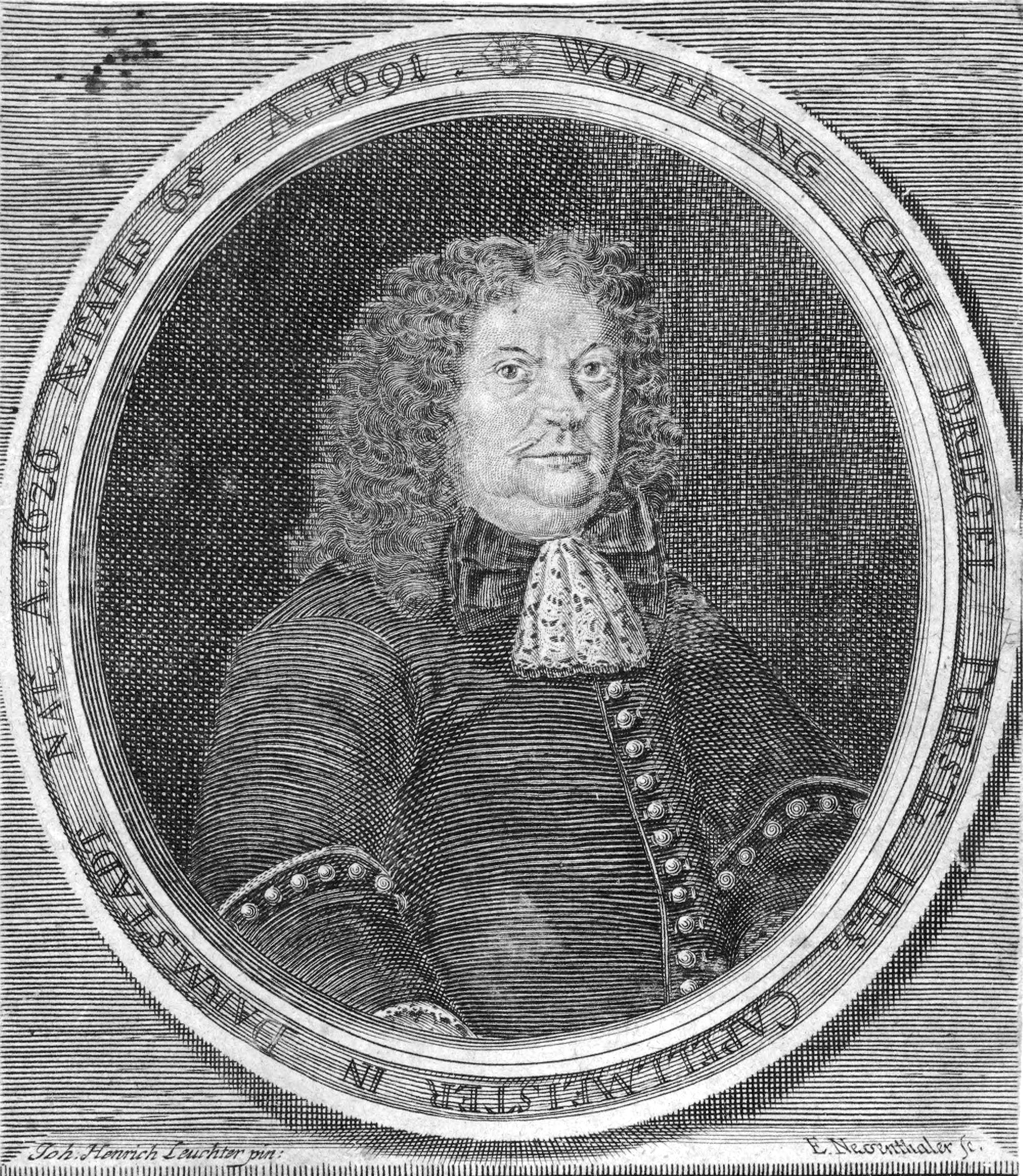
Wolfgang Carl Briegel; † 19. November

- 19. November: Wolfgang Carl Briegel, deutscher Komponist (* 1626)
- 06. Dezember: Gio Paolo Bombarda, italienischer Musiker und Finanzberater (* um 1650)
- 09. Dezember: Johann Achamer, österreichischer Metall- und Glockengießer (* 1650)

### Genaues Todesdatum unbekannt
- Juan de Araujo, peruanischer Komponist (* 1646)

### Gestorben nach 1712
- Gottfried Keiser, deutscher Komponist und Organist (* um 1650)
- Johannes Schenck, deutsch-niederländischer Gambenspieler und Komponist (* 1660)